# Michael Zeyer
Michael „Zico“ Zeyer (* 9. Juni 1968 in Neresheim) ist ein ehemaliger deutscher Fußballspieler.

## Leben
Der Mittelfeldregisseur mit dem Spitznamen „Zico“ ist der Zwillingsbruder von Andreas Zeyer. Zeyers Jugendvereine waren der SV Auernheim und der Heidenheimer SB. Nach den Stationen SSV Ulm 1846, SC Freiburg und 1. FC Kaiserslautern wechselte er 1993 zum SV Waldhof Mannheim in die 2. Bundesliga und wurde Führungsspieler unter Trainer Valentin Herr. 1996 wechselte er zum MSV Duisburg und 1998 ablösefrei zum VfB Stuttgart. Nach einer Saison kehrte er zum MSV zurück, da er im Konzept des Trainers Ralf Rangnick keine Rolle mehr spielte. In Duisburg blieb er vier Jahre lang und absolvierte 119 Spiele. 2004 beendete Zeyer nach einer Saison bei Fortuna Düsseldorf und dem Aufstieg in die Regionalliga Nord vorläufig seine Karriere.
Nach kurzer Zeit erfolgte ein Comeback für den isländischen Verein UMF Grindavík, ehe er 2006 noch ein halbes Jahr bei seinem Heimatverein Heidenheimer SB spielte.
Im Sommer 2006 beendete er seine Karriere endgültig. Im Anschluss absolvierte er in St. Petersburg ein Studium der Betriebswirtschaftslehre. Im Juni 2010 wurde er Sportdirektor bei den Stuttgarter Kickers. Im April 2011 eröffnete Michael Zeyer außerdem ein Restaurant in Stuttgart. Deswegen beendete er im Juni 2011 seine Tätigkeit als Sportdirektor bei den Kickers. Das Restaurant wurde 2012 mit einem Michelin-Stern ausgezeichnet.
Am 18. September 2013 wurde Zeyer zum zweiten Mal zum Sportdirektor der Kickers ernannt. Am 20. Oktober 2016 trat er von seinem Amt zurück.

## Statistik
Spiele
- 146 Spiele in der 1. Bundesliga (14 Tore)
- 301 Spiele in der 2. Bundesliga (27 Tore)
- 9 Europapokalspiele

## Erfolge
- Vizemeister 1994 mit dem 1. FC Kaiserslautern (war bis Mitte der Saison im Kader)
- Vize-DFB-Pokalsieger 1998 mit dem MSV Duisburg
- Vize-Ligapokalsieger 1998 mit dem VfB Stuttgart